# Cala Margarida
La cala Margarida, o sota Ca la Margarida, és una platja urbana de la Costa Brava al terme municipal de Palamós (al Baix Empordà), situada a l'inici del Cap Gros, entre la cala dels Pots i la platja de la Fosca. Està flanquejada per una filera d'antigues casetes de pescadors, avui reconvertides en cases d'estiueig. Orientada al sud-sud-est, té una longitud de 107 m i una amplada de 7 m, formada per sorra gruixuda barrejada amb pedres i el fons és rocós.
No disposa de dutxes, ni bars ni restaurants. Des de la part esquerra de la platja surt un camí de ronda que voreja tot el cap Gros, on no hi ha cap construcció i la seva línia de mar està formada per alts penya-segats.
La Cala el 1700 era coneguda com Des Codolar d'en Gotes. En Gotes era el propietari de tot el Cap Gros, i en aquest indret es feia passar la quarantena a la tripulació dels vaixells que venien de lluny i que per tant eran sospitosos de portar malalties epidèmiques, perilloses per a la població de Palamós. Quan es demostrava que no estaven contaminats se'ls deixava entrar a la vila. Un codolar és un lloc on hi ha molts còdols, pedres arrodonides per l'acció de l'aigua.
Molts anys després, la mestressa de la casa de pagès propera (avui, ca l'Agustí) es deia Margarida, i els pescadors que anaven a La Cala a passar el diumenge van començar a dir que anaven a la cala sota ca la Margarida.